# Bulbophyllum carunculatum
Bulbophyllum carunculatum es una especie de orquídea epifita  originaria de  	 Celebes.

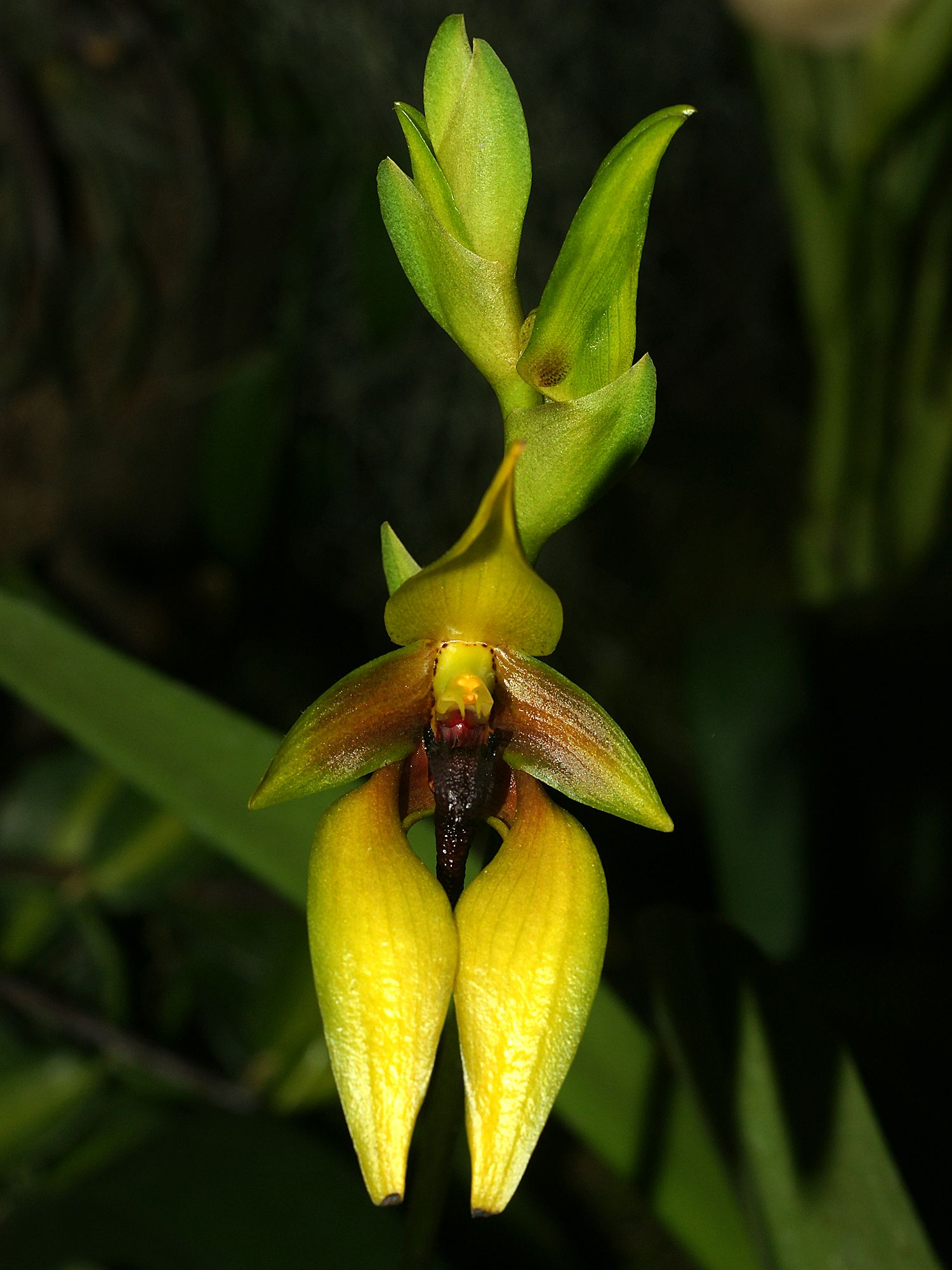
Detalle de la flor

## Descripción
Es una orquídea de pequeño tamaño, con hábitos epifita con pseudobulbos ovoides que llevan una sola hoja, apical, claramente peciolada, elíptica a obtusa. Florece en el verano en una inflorescencia erecta de 45 cm de largo, con sucesivamente muchas flores con varias brácteas tubulares y flores fragantes de no muy buen olor.

## Distribución y hábitat
Se encuentra sólo en Celebes en los bosques primarios y los bosques remanentes en elevaciones de 800 a 900 metros.   

## Taxonomía
Bulbophyllum carunculatum fue descrita por Garay, Hamer & Siegerist  y publicado en Lindleyana 10: 174. 1995.
Etimología
Bulbophyllum: nombre genérico que se refiere a la forma de las hojas que es bulbosa.
carunculatum: epíteto latino  que se refiere a los crecimientos en la base del labelo.
Sinonimia
- Bulbophyllum amplebrateatum subsp carunculatum [Garay, Hamer & Siegerist] Verm & O'Byrne 2011;[1][3][4]